# Wang Qianyi
Wang Qianyi (chinês: 王芊懿; Shenzhen, 16 de janeiro de 1997) é uma nadadora sincronizada chinesa, medalhista olímpica na natação artística.

## Carreira
Qianyi conquistou a medalha de prata nos Jogos Olímpicos de Verão de 2020 em Tóquio na disputa por equipes, ao lado de Feng Yu, Guo Li, Huang Xuechen, Liang Xinping, Sun Wenyan, Xiao Yanning e Yin Chengxin, com a marca de 193.5310 pontos. Nos Jogos Olímpicos de Verão de 2024, em Paris, conquistou a medalha de ouro na competição em dueto, com Wang Liuyi, e na competição por equipes na natação artística, ao lado de Liuyi, Yu, Yanning, Chang Hao, Zhang Yayi, Wang Ciyue e Xiang Binxuan.